# 弗利亞納峰
46°49′37.5″N 10°06′32″E / 46.827083°N 10.10889°E
弗利亞納峰（Piz Fliana），是瑞士的山峰，位於該國東南部，由格勞賓登州負責管轄，屬於薩姆瑙恩阿爾卑斯山脈的一部分，處於布因峰以南，海拔高度3,281米，每年平均降雨量1,367毫米。